# Monique Wittig
Pour les articles homonymes, voir Wittig.
Monique Wittig, née le 13 juillet 1935 à Dannemarie (France) et morte le 3 janvier 2003 à Tucson (États-Unis), est une romancière, philosophe, théoricienne et militante féministe lesbienne française. Elle a considérablement marqué la théorie féministe grâce au concept de « contrat hétérosexuel ». Son œuvre littéraire se caractérise par une recherche stylistique et sémantique pour dépasser la distinction de genre.

## Biographie

### Enfance et formation
Monique Wittig naît à Dannemarie, dans le Haut-Rhin, en 1935, dans une famille d'origine modeste, catholique pratiquante et conservatrice. Sa sœur, Gille Wittig, née en 1938, est peintre et partage son engagement féministe. Après l'annexion de l'Alsace par l'Allemagne, la famille déménage à Audincourt (Doubs), puis près de Rodez (Aveyron), et enfin en région parisienne, où Monique et Gille sont scolarisées dans un lycée expérimental. Après le baccalauréat, Monique Wittig valide une licence de lettres à la Sorbonne. Elle suit également un cursus de chinois à l'Institut national des langues et civilisations orientales (INALCO).
Elle obtient son doctorat en 1986 après avoir présenté sa thèse intitulée « Le Chantier littéraire : témoignage sur l'expérience langagière d'un écrivain » sous la direction de Gérard Genette à l'École des hautes études en sciences sociales. Elle y définit sa position d'écrivaine et réfléchit au processus d'écriture. Pour ce faire, elle reprend ses propres œuvres, comme Les Guérillères ou L'Opoponax. Cette étude se termine par une réflexion sur le genre grammatical et son articulation avec le genre social. Cette thèse aboutit à « une dénonciation de l'appropriation par les hommes de l'universel ». Elle est aussi un hommage de Monique Wittig à Nathalie Sarraute, dont elle est l'amie depuis 1964. Sa thèse, plusieurs fois remaniée, est publiée à titre posthume en 2010.

### Engagement féministe
Monique Wittig s'impose comme une figure importante du féminisme à partir des années 1970.

#### Les Petites Marguerites
En 1968, elle s'engage dans le mouvement de révolte étudiant et ouvrier. Après avoir constaté que les hommes avaient davantage de pouvoir au sein de ces luttes et refusaient de le partager avec les femmes, elle milite pour un nouveau mouvement féministe en non-mixité. Elle initie notamment des réunions avec Antoinette Fouque, Josiane Chanel et Suzanne Fenn, qui donneront lieu à la création des Petites Marguerites, groupe de femmes maoïstes, révolutionnaires et altermondialistes.

#### Le groupe de Vincennes
En 1970, elle organise avec le soutien de Margaret Stephenson (Namascar Shaktini), Marcia Rothenburg et Gille Wittig une réunion à la faculté de Vincennes. La réunion a pour but de préparer une manifestation. À cette occasion, il est décidé de constituer une assemblée de femmes en non-mixité. Là se crée le « Groupe de Vincennes »,. À la suite de cette action, en mai 1970, Monique Wittig rédige pour le mensuel L'Idiot international le manifeste, qui sera fondateur pour le MLF, « Combat pour la libération de la femme », dont le titre a été modifié par le journal. Le titre original était « Pour un mouvement de libération des femmes »,, sous lequel cosignent le manifeste Margaret Stephenson (Namascar Shaktini), Marcia Rothenburg et Gille Wittig.

#### Le MLF
Le 26 août 1970, Les Petites Marguerites, en compagnie du groupe Féminisme, Marxisme, Action (FMA) et d'autres militantes féministes, déposent une gerbe à la mémoire de la femme du soldat inconnu à l'Arc de triomphe — événement considéré comme le geste fondateur du Mouvement de libération des femmes (MLF),,,. Elles portent une banderole « Un homme sur deux est une femme. » Une dizaine de manifestantes sont arrêtées. Une scission s'opère très vite au sein du MLF entre les féministes qui créeront le groupe Psychanalyse et Politique (Psych et Po), représenté par Antoinette Fouque, et celles qui deviendront les féministes matérialistes dont fait partie Monique Wittig.

Monique Wittig raconte ses débuts au MLF dans un entretien recueilli en 1979 par la sociologue et militante Josy Thibaut, resté inédit jusqu'en 2008. En réaction au dépôt d'une association MLF et de la marque et du logo à l'INPI par Antoinette Fouque (avec Sylvina Boissonnas et Marie-Claude Grumbach), elle affirme : 

« J'étais la seule à penser à un mouvement de libération des femmes à cette époque-là, c'est pour ça que je devrais revendiquer le MLF. Attends, je vais le dire, pour que ce soit polémique, et pour dire après pourquoi ça me paraît si injuste, pourquoi ça n'a pas de sens. »

Elle place quatre femmes à la première réunion d'octobre 1968 qu'elle a convoquée : Josiane Chanel, Suzanne Fenn et Antoinette Fouque chez qui la réunion a lieu. Le groupe s'agrandit et les réunions suivantes ont lieu rue de Vaugirard chez Monique Wittig,.

#### Autres groupes
En septembre 1970, Monique Wittig participe à la fondation du groupe féministe radical les Féministes révolutionnaires qui deviendra en 1971 les Gouines rouges, premier groupe lesbien constitué à Paris. Celui-ci regroupe les lesbiennes de Féministes révolutionnaires, ainsi que celles qui ont quitté le Front homosexuel d'action révolutionnaire (FHAR), jugé trop misogyne, que Wittig avait elle-même co-fondé. Pour Wittig comme pour d'autres lesbiennes qui ont rejoint les Gouines rouges, le FHAR a tendance à invisibiliser les vécus et revendications des lesbiennes.
La même année, elle signe le Manifeste des 343 pour le droit à l'avortement, publié par le Nouvel Observateur.
Elle a également fait partie du collectif qui publie la revue Questions féministes, une des revues féministes les plus importantes de France à la fin des années 1970 fondée, entre autres, par Simone de Beauvoir. Elle participe à la revue américaine Feminist Issues, destinée à faire connaître les articles français parus dans Questions féministes.

### Les États-Unis
En 1976, elle s'installe aux États-Unis avec sa compagne Sande Zeig, à la suite de sa marginalisation au sein du MLF du fait de son lesbianisme. D'après Ilana Eloit, chercheuse au CNRS :

« Il y a des archives de Monique Wittig conservées à l'université américaine de Yale, où elle explique que son expérience au sein du MLF a été très dure, qu’elle a été forcée au silence par les militantes féministes, qui empêchaient les lesbiennes d’être visibles en tant que lesbiennes. Et donc, qui l’ont sans cesse empêchée de politiser et de revendiquer cette identité lesbienne au sein du MLF. »

Aux États-Unis, elle y travaille comme professeure invitée et écrivaine en résidence dans plusieurs universités américaines, notamment au Vassar College et à l’université de Californie à Berkeley. En 1990, Wittig devient professeure au département d'études françaises à l'université de l'Arizona, située à Tucson puis au département des Women Studies. Elle y meurt le 3 janvier 2003 des suites d'un arrêt cardiaque.

## La Pensée straight

### Une théorie matérialiste radicale
Wittig est connue comme théoricienne d'un féminisme matérialiste, c'est-à-dire qu'elle analyse les rapports entre les genres (féminin et masculin) comme entre deux classes sociales antagonistes. Cette branche du féminisme est opposée à celle du mouvement féministe français « PsychéPo », majoritaire dans les années 1970, qui se caractérise par une conception essentialiste des genres. Wittig dénonce notamment le mythe de « la-femme ».
La Pensée straight, parue en 1992 aux États-Unis puis en 2001 en France, est un essai dans lequel Wittig développe sa pensée politique en réponse à certains présupposés anthropologiques. Le titre, en anglais « The Straight Mind », provient d'une conférence que Wittig a donnée à Barnard College en 1979, retranscrite en français dans Questions féministes en 1980. L'expression désigne la pensée hétérosexuelle en tant que régime politique et non comme une simple orientation sexuelle. On parle alors d'hétérosexisme.
Pour Wittig, la « pensée straight » est à l'origine des concepts de « femme », « homme » et « différence », et contient l'idée d'une relation hétérosexuelle obligatoire entre « femme » et « homme ». Elle voit la différence des sexes comme un dogme philosophique et politique, et le concept de « femme » comme désignant une position dominée idéologiquement, économiquement et politiquement. Wittig dément la naturalité de l'hétérosexualité, appelle à combattre le contrat social hétérosexuel, et le remplacer par un nouveau contrat social, donnant toute légitimité à toutes les personnes homosexuelles, aussi bien qu'hétérosexuelles, mais également bisexuelles ou autres, quel que soit le sexe biologique et sans donner à une différenciation d'implication sociale, contraignante, impliquant des rapports hiérarchiques, dominateurs et discriminants, ce qui est conjugué à l'acceptation de toutes les identités de genre dont celles cis et trans,,. Cela fait aussi de la féministe et homosexuelle militante Monique Wittig une pionnière en termes d'attention au genre social et à ses implications d'identité, notamment par sa radicalité sur l'autodétermination contre le cissexisme, pendant de l'hétérosexisme patriarcal.

Wittig considère surtout que l'hétérosexualité institutionnalisée est le problème premier, car elle la perçoit comme existant en amont et même au fondement de la société patriarcale, comme de la normativité de genre et cis, en même temps qu'elle l'alimente. Ce système engendre nécessairement les catégories binaires d'« homme » et de « femme ». Ainsi écrit-elle, précisément par rejet des catégories binaires et dans le but d'universaliser ce rejet, ce qui passe au moins par l'anéantissement de l'hétérosexisme, si ce n'est de l'hétérosexualité, en tous les cas telle que, précisément, théorisée et appliquée selon les cadres sociétaux connus et naturalisés : 

« La femme n'a de sens que dans les systèmes de pensée et les systèmes économiques hétérosexuels. […] Les lesbiennes ne sont pas des femmes. »

Pour elle, la catégorie « femme », au même titre en fait que la catégorie « homme », a été créée par et pour la domination hétérosexuelle-masculine. Seules les lesbiennes peuvent échapper à ce système de pensée et refuser de s'y soumettre, en devenant des esclaves fugitives. Selon la logique patriarcale, elles ne correspondent pas au féminin. Monique Wittig se distingue très nettement de ce point de vue en combattant la stigmatisation homophobe (pas nécessairement pour inverser la hiérarchie), mais surtout la catégorisation binaire, n'être pas femme n'impliquant pas pour les homosexuelles de s'identifier à un genre masculin. On ne naît pas femme mais on le devient et il ne s'agit justement pas d'évincer l'option hétérosexuelle une fois détruite l'institution sociale, mais l'hétérosexualité par défaut, l'hétérosexisme. C'est ce qu'on appelle le féminisme matérialiste et le lesbianisme radical.
Wittig estime que l’ennemi premier des femmes n’est pas le patriarcat mais le régime hétérosexuel, dont l'idéologie implique une hiérarchisation, qui conduit à la domination des femmes par les hommes. Dans ce contexte, le lesbianisme devient un acte de résistance, un « refus stratégique », et les lesbiennes des « fugitives ». Un rapport d'exploitation domestique de l'homme sur la femme se concrétise par le mariage, la femme ayant alors pour devoir de régler les tâches domestiques et d'assurer la reproduction. Un positionnement lesbien est révolutionnaire dans le sens où il permet de rompre avec cette assignation des femmes à la maternité et aux travaux ménagers. Mais rompre avec le contrat social hétérosexuel n'implique pas forcément de rompre avec le mariage, celui-ci pouvant être vécu par exemple sans relations sexuelles et comme couverture sociale. Mais pour Wittig, les femmes doivent « renégocier quotidiennement, terme à terme, le contrat social »,.
Wittig développe une critique du marxisme en tant qu'il entrave la lutte féministe, mais aussi une critique du féminisme parce qu'il ne remet pas en cause le dogme hétérosexuel,. À travers ces critiques, Wittig prône une position universaliste forte dont les implications philosophiques sont majeures : l’avènement du sujet individuel et la libération du désir demandent l’abolition des catégories de sexe.

### Littérature et théorie
La pensée de Wittig se trouve au carrefour de la littérature et de la théorie, comme le montrent les chapitres de La Pensée straight « Le point de vue universel ou particulier », « La marque du genre » et « Le cheval de Troie ». Dans les années 1980 se pose en effet la question de « l'écriture féminine » : y a-t-il une spécificité féminine de l'écriture ? Un lien évident est mis à jour entre écriture et féminisme. Pour Wittig, « il n'y a pas d'écriture féminine. » Au contraire, l'écriture serait « un espace de liberté », au-delà des genres. C'est ce qu'elle nomme, le « point de vue universel ». L'écriture devient donc un « cheval de Troie », c'est-à-dire une machine de guerre contre l'idéologie dominante. Ses œuvres littéraires témoignent de cette recherche de dépasser les catégories de genre, d'accéder à cette « idée du neutre qui échapperait au sexuel ». Elles constituent un laboratoire privilégié pour questionner la notion de genre grammatical et, éventuellement, la déposséder de la marque du genre qui agit, selon Wittig, comme un stigmate.

### Dans l’arène ennemie
Dans l’arène ennemie. Textes et entretiens 1966-1999 paraît en avril 2024 aux Éditions de Minuit, son éditeur historique. Rassemblant une trentaine de textes et entretiens de Monique Wittig, cette édition préparée, présentée et annotée par Sara Garbagnoli et Théo Mantion propose un parcours historique et thématique à travers l’œuvre théorique, politique et littéraire de Wittig.
Enrichi de documents inédits, ce volume donne à voir des pans nouveaux d’une vie en littérature et en politique, où l’on rencontre ses influences (Jean-Luc Godard, Gustave Flaubert, Virginia Woolf, Nathalie Sarraute…), ses engagements (M.L.F., Gouines rouges, mouvement de solidarité avec les trois Maria…) et ses recherches théoriques et formelles.
Pour les éditeurs, « [jusqu’à cette publication] les textes de Wittig fonctionnaient dans une sorte de vide. Avec ce recueil, c’est un mouvement de pensée au temps long qui apparaît, avec ses balbutiements, sa cohérence, ses sauts… ».

## Parcours littéraire

### Œuvres de fiction
Les œuvres de fiction de Monique Wittig sont marquées par une rupture avec la forme traditionnelle du récit. Elle exploite notamment les genres consacrés par le canon littéraire, tels que l'épopée ou le roman d'apprentissage et se saisit même de formes aussi codifiées que le dictionnaire. L'utilisation qu'elle fait des pronoms est particulière et répond d'une volonté de renouveler leur usage, notamment en regard des genres. Le pronom « elles », omniprésent dans Les Guérillères, invite à considérer le pronom « ils » final comme un masculin et non comme un neutre universel. L'écriture fracturée du « j/e » dans Le Corps lesbien témoigne de cette volonté de déconstruire le genre grammatical qui correspond au genre social.
Wittig revisite également nombre de mythes antiques, ce qui témoigne de sa volonté de reconstruire un héritage qui serait propre aux lesbiennes. Le corps est un thème wittigien récurrent, comme le montre le titre Le Corps lesbien, ainsi que les descriptions détaillées de corps meurtris dans Virgile, non.

#### L'Opoponax
Son premier roman, L'Opoponax, publié en 1964, narre les « tranches de vie » d'une petite fille, Catherine Legrand. Wittig a entrepris de reproduire le monde de l'enfance, ainsi que son mode de langage. Le roman se distingue ainsi par l'omniprésence du pronom « on » qui, à la différence du « il » ou du « elle », échappe à ce qu'elle nomme « la marque du genre » : 

« Avec ce pronom qui n'a ni genre ni nombre je pouvais situer les caractères du roman en dehors de la division sociale des sexes et l'annuler pendant la durée du livre. »

— Monique Wittig, Le Chantier littéraire, p. 142

À sa publication, le roman connaît un grand succès, surtout auprès des écrivains du Nouveau roman, et reçoit le prix Médicis, dont le jury est composé de Nathalie Sarraute, Claude Simon et Alain Robbe-Grillet, avec le soutien de l'écrivaine Marguerite Duras qui écrira notamment à son sujet : 

« Mon Opoponax, c'est peut-être, c'est même à peu près sûrement le premier livre moderne qui ait été fait sur l'enfance. […] C'est un livre à la fois admirable et très important parce qu'il est régi par une règle de fer, celle de n'utiliser qu'un matériau descriptif pur, et qu'un outil, le langage objectif pur. […] Ce qui revient à dire que mon Opoponax est un chef-d'œuvre d'écriture parce qu'il est écrit dans la langue exacte de l'Opoponax. »

— Marguerite Duras, L'Opoponax (postface)
Ce texte constituera par la suite la postface de l'œuvre. L'Opoponax est très vite traduit en anglais par Helen Weaver (en) et est salué par les critiques aux États-Unis, notamment par Mary McCarthy. Il est traduit dans onze autres pays : Allemagne, Danemark, Espagne, Finlande, Grande-Bretagne, Italie, Japon, Norvège, Pays-Bas, Suède et Tchécoslovaquie.[pas clair]

#### Les Guérillères
Dans le climat de révolte inauguré par 1968, Wittig écrit Les Guérillères qui paraît en 1969. Cet ouvrage, sorte d'épopée révolutionnaire féministe, échappe à la classification traditionnelle du récit. La narration suit le mode de vie d'une communauté exclusivement féminine et rend compte de leurs rites, leurs croyances et leurs légendes. Les Guérillères affirme un héritage commun partagé par les lesbiennes, comme le montre l'extrait suivant : 

« Tu dis qu'il n'y a pas de mots pour décrire ce temps, tu dis qu'il n'existe pas. Mais souviens-toi. […] Ou, à défaut, invente. »

— Monique Wittig, Les Guérillères
Bien qu'à sa publication la critique littéraire française soit restée silencieuse, ce texte est aujourd'hui considéré comme une œuvre littéraire majeure par les cercles féministes car il consiste en une tentative de dépassement des catégories de genre, une « tentative d'universalisation ». Cet ouvrage est traduit en anglais en 1971 par David Le Vay et dans plusieurs autres langues.

#### Le Corps lesbien
En 1973, Wittig publie Le Corps lesbien, un ouvrage beaucoup plus intime,,,,, car il explore les thématiques du corps et de la sexualité. Wittig utilise le point de vue lesbien, nécessaire, selon elle, pour échapper au système hétérosexuel et le renverser. La critique française l'aurait reçue comme un poème. Aux États-Unis, dès sa traduction en 1975 par David Le Vay, des extraits de l'ouvrage sont imprimés sur des t-shirts en guise de provocation.

#### Brouillon pour un dictionnaire des amantes
Lors d'un voyage de quelques mois en Grèce en 1975, Wittig et Sande Zeig écrivent ensemble le Brouillon pour un dictionnaire des amantes, réponse ironique à une commande des éditions Grasset pour un dictionnaire du féminisme. Dans cet ouvrage à quatre mains délibérément inachevé, Wittig et Zeig construisent une histoire et une mémoire commune lesbienne, ainsi qu'une mythologie nouvelle. Il est traduit en anglais en 1979 sous le nom : Lesbian People: Material for a Dictionary. Il est réédité en France en 2010.

#### Virgile, non
Après une période où elle écrit davantage de théorie que de fiction, Wittig renoue avec le roman en 1985 avec Virgile, non. Cet ouvrage met en scène deux personnages, Wittig et Manastabal, qui voyagent dans des cercles semblables à ceux de la Divine Comédie de Dante (enfer, paradis, limbes), à la différence que ceux-ci se trouvent dans le San Francisco contemporain. Lors de leur périple, elles se confrontent aux diverses oppressions subies par les femmes dans un système patriarcal, depuis les mutilations sexuelles jusqu'au trafic de femmes, en passant par les violences imposées par les modes vestimentaires (corset, talons).
Wittig dit de cet ouvrage qu'il est « celui que je préfère peut-être parce qu'il est mal aimé ». L'ouvrage est traduit en anglais sous le titre Across the Acheron en 1987 par David Le Vey.

#### Paris-la-politique et autres histoires
Ce recueil, paru en 1999, rassemble plusieurs nouvelles, écrites de 1963 à 1985. Certaines avaient déjà été publiées, comme « Yallankoro » dans la Nouvelle Revue française en 1967, ou « Les Tchiches et les Tchouches » dans Le Genre humain en 1982 ; d'autres sont « tombées », pour reprendre le terme de Wittig, des Guérillères, comme « Une partie de campagne », ou de Virgile, non, comme « Paris-la-politique » que Wittig avait publié dans le numéro de la revue Vlasta consacré à Monique Wittig de 1985. Elle confie ainsi à Libération : 

« Le morceau de ce livre intitulé “Paris-la-politique”, c'est l'enfer lesbien de Virgile, non, qui était une descente aux enfers de toutes les femmes ; il ne pouvait pas lui appartenir, c'est pourquoi il en est tombé. »

Ces nouvelles sont autant de paraboles dans lesquelles la science-fiction rencontre la poésie. La composition révèle deux ensembles, d'une part les textes de l'époque « Minuit », et d'autre part des « textes-paraboles », « fables sans morale ni clôture » où Wittig jette un regard critique sur ses années de militantisme, et notamment sur les rapports de pouvoir qui peuvent coexister au sein des collectifs. Paris-la-politique et autres histoires serait alors le « livre non du renoncement mais de la désillusion (et donc de l’apprentissage) [où] Wittig signe sa sortie de Paris (la-politique) et annonce triomphalement : "Ni dieux ni déesses, ni maîtres ni maîtresses". De même dans les autres nouvelles, où "l’action est peut-être pour demain", car Nyuma rayonne de puissance dans "Yallankoro", Simon devient Tchiche errant par choix dans "Les Tchiches et les Tchouches", et les "corps" séditieux sont au seuil de leur révolte dans "Le jardin" ».
Dans sa postface de 2023, intitulée « Chute de langue », Anne F. Garréta propose de lire cet ultime livre de fiction de Wittig comme un « livre errant », de l'unheimlich, dont le montage à base de chutes et de « parasites » transforme l'intérêt cinématographique de Wittig en technique d'hybridation générique.

### Théâtre, cinéma
Monique Wittig a écrit et monté cinq pièces de théâtre, dont The Constant Journey en 1984, en collaboration avec Sande Zeig. La pièce est produite à Paris sous le nom Le Voyage sans fin l'année suivante. Cette pièce est une réécriture lesbienne de Don Quichotte,.
Le scénario du film The Girl, réalisé par Sande Zeig, est inspiré d'une des fictions de Wittig. Il sort en 2000 aux États-Unis et une version française sort en 2001.
En octobre 2020, Théo Mercier et Steven Michel s'inspirent de son livre Les Guérillères pour un ballet pour quatre danseuses au centre Pompidou.
En juin 2022, l'association des ami.e.s de Monique Wittig organise des lectures du Voyage sans fin à la Maison de la poésie de Paris, avec Adèle Haenel et Nadège Beausson-Diagne, accompagnées de Suzette Robichon et Caroline Geryl.

## Œuvres
- 1964 : L'Opoponax, Éditions de Minuit (prix Médicis)
- 1969 : Les Guérillères, Éditions de Minuit
- 1973 : Le Corps lesbien, Éditions de Minuit
- 1976 : Brouillon pour un dictionnaire des amantes (avec Sande Zeig, sa compagne), Grasset - rééd. 2010
- 1985 : Virgile, non, Éditions de Minuit
- 1992 : La Pensée straight, Beacon Press, traduction en 2001 chez Balland « Le Rayon » — rééd. éditions Amsterdam, 2018
- 1999 : Paris-la-Politique, Éditions P.O.L
- 2010 : Le Chantier littéraire, Presses universitaires de Lyon
- 2024 : Dans l’arène ennemie. Textes et entretiens 1966-1999, édition présentée, établie et annotée par Sara Garbagnoli et Théo Mantion, Éditions de Minuit

### Articles, essais et critiques
- « Lacunary Films (on Jean-Luc Godard) », The New Statesman, 15 juillet 1966 ; « Éloge de la discontinuité : Jean-Luc Godard par Monique Wittig », présentation et traduction en français de Théo Mantion, Libération, 28 septembre 2022, p. 20-21[54].
- « À propos de Bouvard et Pécuchet », Cahiers de la compagnie Renaud-Barrault, no 59, 1967, p. 113-122.
- « Combat pour la libération de la femme », L'Idiot international no 6, avec Gille Wittig, Margaret Stephenson, Marcia Rothenburg, Paris, mai 1970, p. 13-16 ; « For a Women's Liberation Movement », traduction en anglais de Namascar Shaktini, On Monique Wittig, Theoretical, Political and Literary Essays, University of Illinois Press, 2005, p. 21-34
- « Paradigm », dans Elaine Marks & George Stambolian (eds.), Homosexualities and French Literature : Cultural Contexts, Critical Texts, Ithaca, Cornell University Press, 1979, p. 114-121. Repris, dans une traduction de Marie-Hélène Bourcier, sous le titre « Paradigmes », dans La Pensée straight.
- « On ne naît pas femme », Questions féministes, no 8, mai 1980, p. 75-84.
- « Les questions féministes ne sont pas des questions lesbiennes », Amazones d’hier, lesbiennes d’aujourdʼhui, vol. 2, no 1, 1983, p. 10-14.
- « Le lieu de l’action », Digraphe, no 32, dossier « Aujourd’hui, Nathalie Sarraute », 1984, p. 69-75. Repris en 1989 sous le titre “The Site of Action”, dans Three Decades of the French New Novel, dans une traduction de Lois Oppenheim ; version reprise dans The Straight Mind and Other Essays. Texte absent de La Pensée straight mais intégré dans le chapitre « Le contrat social » du Chantier littéraire.
- « Le cheval de Troie », Vlasta, no 4, Spécial Monique Wittig, mars 1985; « The Trojan Horse », Feminist Issues, 1985, p. 45-49
- « L’ordre du poème », dans Valérie Minogue & Sabine Raffy (dir.), Autour de Nathalie Sarraute, Paris, Les Belles Lettres, 1995, p. 31-36. Repris dans M. Cardy, G. Evans & G. Jacobs (eds.), Narrative Voices in Modern French Fiction, Cardiff, University of Wales Press, 1997.
- « Quelques remarques sur Les Guérillères », L'Esprit créateur, 1996, p. 116-122
- « Avatars », L'Esprit créateur, vol. 36, no 2, été 1996
- « Le déambulatoire : Entretien avec Nathalie Sarraute », L'Esprit créateur, vol. 36, no 2, été 1996, p. 3-8

Ces articles et entretiens signés Monique Wittig figurent dans le volume Dans l’arène ennemie.

### Théâtre, cinéma
- Le Voyage sans fin, pièce de théâtre montée par la compagnie Renaud-Barrault ; publiée dans Vlasta no 4, mars 1985. Republié par les Éditions Gallimard, coll. L'Imaginaire no 737, 21 avril 2022, 120 p.  (ISBN 9782072969416)
- The Girl, scénario du film de Sande Zeig d'après une nouvelle de l'auteur, 2000

### Traductions
- Herbert Marcuse, L'Homme unidimensionnel, traduction de l'anglais (avec l'auteur), Minuit, 1968
- Isabel Barreno, Teresa Horta, Fatima Velho Da Costa, Nouvelles Lettres portugaises, traduit du portugais avec Evelyne Le Garrec et Vera Alves da Nobrega, Seuil, 1974
- Djuna Barnes, La Passion, Flammarion, 1982 — rééd. éditions Ypsilon, 2015

## Au sujet de Monique Wittig

### Sites Internet de référence
Le site moniquewittig.com, tenu par la Succession Littéraire de Monique Wittig, regroupant informations biographiques et bibliographiques, quelques médias et informations sur la bourse d'écriture Monique Wittig.
Le site etudeswittig.hypotheses.org, tenu par l'association des Ami(e)s de Monique Wittig (présidente Suzette Robichon), regroupant actualités scientifiques et créatives autour de l'œuvre de Monique Wittig, archives de presse et bibliographies.

### Ouvrages
- Sam Bourcier et Suzette Robichon (dir.), Parce que les lesbiennes ne sont pas des femmes, autour de l'œuvre politique, théorique et littéraire de Monique Wittig, Actes du colloque des 16-17 juin 2001, Paris, éditions gaies et lesbiennes, 2002
- Catherine Écarnot, L'Écriture poétique de Monique Wittig. À la couleur de Sapho (thèse de doctorat), L'Harmattan, 2002
- Namascar Shaktini (dir.), On Monique Wittig: Theoretical, Political and Literary Essays, Urbana et Chicago, University of Illinois Press, 2005
- Dominique Bourque, Écrire l'inter-dit. La subversion formelle dans l'œuvre de Monique Wittig, Paris, Éditions L'Harmattan, 2006
- Cécile Voisset-Veysseyre, Des Amazones et des femmes, L'Harmattan « Ouverture philosophique », 2010  (ISBN 978-2-296-10832-5)
- Benoît Auclerc et Yannick Chevalier (dir.), Lire Monique Wittig, Presses universitaires de Lyon, 2012, 314 pages
- Émilie Notéris, Wittig, éditions Les Pérégrines, 2022, 176 pages
- Natacha Chetcuti-Osorovitz et Sara Garbagnoli, La Pensée Wittig. Une introduction, éditions Payot, collection "Petite Bibliothèque Payot", 2025, 208 pages

### Revues et articles
- Marie-Jo Bonnet, « Le désir théophanique chez Monique Wittig »[55], Labrys, études féministes, septembre 2003, repris dans Qu'est-ce qu'une femme désire quand elle désire une femme ?, éditions Odile Jacob, 2004
- Dominique Bourque, Michèle Causse, Natacha Chetcuti, Catherine Ecarnot, Diane Griffin-Crowder, Teresa de Lauretis, Namascar Shaktini, Suzette Robichon, Louise Turcotte, Articles sur Monique Wittig[56], université Cornell, février 2004
- J. Edgar Bauer, « Mêmeté and the Critique of Sexual Difference: On Monique Wittig's Deconstruction of the Symbolic Order and the Site of the Neuter »[57], in Arthur et Marilouise Kroker (dir.), Ctheory, 2005
- Delphine Naudier, « Monique Wittig », in Dictionnaire des féministes, France XVIIIe – XXIe siècle, sous la direction de Christine Bard, PUF, pp. 1554-1562
- Théodore Rieger, « Monique Wittig », in Nouveau Dictionnaire de biographie alsacienne, vol. 40, p. 4279

### Documentaires
- « Monique Wittig (1935–2003), écrivain et lesbienne révolutionnaire », France Culture,‎ 17 mars 2018 (lire en ligne [audio])
- Kate Millett parle de la prostitution avec Monique Wittig et Christine Delphy (1975), réalisation Videa (archivé au Centre audiovisuel Simone-de-Beauvoir)
- Pourquoi lire Monique Wittig, celle qui affirmait que « les lesbiennes ne sont pas des femmes » ?, France Culture, 3 janvier 2023 (écouter en ligne)

### Film en mémoire de Monique Wittig
- Les Égarés d'André Téchiné sorti en 2003[58]

## Hommage
- Le jardin Monique-Wittig et une salle de spectacle portent son nom dans le 14e arrondissement de Paris[59].
- Son nom a été donné à une place de Strasbourg le 26 avril 2025[60].

### Vidéo
- [vidéo] « Monique Wittig 1969, Les Guérillères », sur YouTube, chaîne de François Bon
- [vidéo] « FÉMINISME - « Monique Wittig, La Pensée straight » », sur YouTube, chaîne Game Of Hearth